# Robert Skibiński
Robert Skibiński (ur. 8 grudnia 1972 w Lublinie) – polski farmaceuta, profesor nauk medycznych i nauk o zdrowiu.

## Życiorys
Od ukończenia w 1996 roku studiów na Wydziale Farmaceutycznym Akademii Medycznej w Lublinie jest pracownikiem Katedry i Zakładu Chemii Leków, gdzie przeszedł wszystkie szczeble kariery naukowej. W 2001 roku obronił pod kierunkiem prof. Genowefy Misztal pracę doktorską nt. Opracowanie analityczne atypowych leków przeciwdepresyjnych. Habilitował się na podstawie rozprawy Zastosowania technik separacyjnych oraz metod spektrometrycznych w ocenie jakości i badaniu fotodegradacji neuroleptyków drugiej generacji. 

## Działalność naukowa
Tematyka badań obejmuje analizę leków, w szczególności badania metabolizmu i rozkładu, z ustalaniem struktury chemicznej powstających produktów i oceną ich toksyczności. Jest autorem ponad 110 prac oryginalnych o łącznym IF ponad 280. Wypromował dwóch doktorów.